# أندي بارون
أندي بارون (بالإنجليزية: Andy Barron)‏ هو مصور أمريكي، ولد في 9 يناير 1983.